# Янковец
Янковец (на македонска литературна норма: Јанковец) е село в община Ресен, Северна Македония.

## География
Селото е разположено на около километър северно от град Ресен и на практика се е сляло с града. Край Янковец е разположен манастирът „Успение на Пресвета Богородица“.

## История
Манастирът Янче в Преспанско е засвидетелстван през XV век. В XIX век Янковец е село в Битолска кааза, Нахия Горна Преспа на Османската империя. Около 1840 година имотите на селото са заграбени насилствено от Иляз паша и то е превърнато в чифлигарско. По-късно жителите успяват да се откупят.
В 1861 година британската пътешественичка Мери Аделейд Уокър пише относно разследване на убийство в Янковец за „турските ексцесии срещу потиснатото население на раята“ и че „тези истории са толкова изкривени от подкупи, рушвети, лъжесвитетелстване, изнудвания за подписи и корупция във всички форми, че е трудно да се разбере на кого да се вярва, въпреки че дезорганизацията на полицията в провинцията без съмнение съществуваше“. Убиецът е заптие на име Керин, който веднъж е отстранен за сериозна злоупотреба с власт и влязъл в затвора за кражби, освободен и възстановен с протекция. Той опитва да убий християнски съдия, който го е осъдил по време на закуска на тревата, но вместо него уцелва и убива случаен младеж, Ставри Коти. Турските жандарми, които са част от гостите не помръдват, а Йован, млад приятел на убития, се опитва да спре убиеца и му бива отрязана ръката с ятаган. Заптиетата преследват убиеца по-късно, настигат го, разговарят с него и поемат в друга посока. Мюдирът на Ресен, дава „уклончив отговор“ относно поведението на жандармите след като изтрезнява и не прави нищо за продължаване на разследването.
В „Етнография на вилаетите Адрианопол, Монастир и Салоника“, издадена в Константинопол в 1878 година и отразяваща статистиката на населението от 1873, Янковец (Yankovetz) е посочено като село с 220 домакинства и 490 жители българи и 85 власи. В 1894 година в Янковец е открито влашко училище.
В 1894 година Густав Вайганд пише в „Аромъне“: „Янковацъ съ 180 кѫщи, отъ които 50 сѫ аромѫнски“.
Според статистиката на Васил Кънчов („Македония. Етнография и статистика“) от 1900 година Янковецъ има 1080 жители, мнозинството от които българи християни – 900 и 180 власи.
На Етнографската карта на Битолския вилает на Картографския институт в София от 1901 година Янковец е чисто българско село в Битолската каза на Битолския санджак със 122 къщи.
В началото на XX век по-голямата част от българското население на селото е под върховенството на Българската екзархия. По данни на секретаря на екзархията Димитър Мишев („La Macédoine et sa Population Chrétienne“) през 1905 година в Янковец има 1200 българи екзархисти, 200 българи патриаршисти гъркомани и 150 власи. В селото има българско, гръцко и влашко училище.
При избухването на Балканската война в 1912 година 16 души от Янковец са доброволци в Македоно-одринското опълчение.
По време на българското управление във Вардарска Македония в годините на Втората световна война, Борис Ив. Кьорпанов от Ресен е български кмет на Янковец от 9 август 1941 година до 2 април 1942 година. След това кметове са Андрей Д. Весов от Велес (2 април 1942 – 27 декември 1943) и Симеон Г. Татарчев от Ресен (26 март 1943 – 9 септември 1944).
Според преброяването от 2002 година селото има 1169 жители, от които:
| Националност     | Всичко |
| северномакедонци | 1149   |
| албанци          | 0      |
| турци            | 6      |
| роми             | 0      |
| власи            | 7      |
| сърби            | 6      |
| бошняци          | 0      |
| други            | 1      |

## Личности
Родени в Янковец
- Александър Ламбов Денесов (1882 – след 1943), македоно-одрински опълченец, служил в Интендантската рота; на 5 март 1943 година, като жител на Янковец, подава молба за българска народна пенсия, която е одобрена и пенсията е отпусната от Министерския съвет на Царство България[13]
- Андрея Иванов Темелков Тишанков (1858 – 1937), български опълченец
- Андрей Казепов (1880 – 1904), български революционер, кресненски войвода на ВМОРО
- Борис Проевски (1879 – 1961), български революционер и общественик
- Гаврил Босилков (? – 1941), български революционер, деец на ВМОРО и Илинденската организация[14]
- Димитър Бузлевски (р. 1952), северномакедонски политик
- Димитър Янков, български опълченец, II опълченска дружина, умрял преди 1918 г.[15]
- Кире Гещаковски (р. 1954), политик от Северна Македония, депутат от ПСД
- Лазар Блажев Наумов (1882 – след 1943),[16] неграмотен,[17] доброволец в Македоно-одринското опълчение и служи във 2-ра рота на 9-та велешка дружина[18]
- Методи Хърватов (1905 – 1980), български общественик
- Михаил Ставрев – Хальо, български революционер
- Никола Мильовски (1883 – 1940), български революционер
- Никола Низамов (1867 – ?), български революционер
- Пандо Михо Ханджия, жител на Битоля, арестуван през септември 1903 година, обвинен в „даване на укритие“ на българските бунтовници, осъден на 3 години каторга, заточен в Диарбекир, амнистиран с общата амнистия от 12 април 1904 година[19]
- Петър Ингилизот (Пере), български революционер, селски войвода на ВМОРО, войвода на четата от Янковец през Илинденско-Преображенското въстание през лятото на 1903 година[20]
- Петър Николов, български революционер от ВМОРО, четник на Петър Христов Германчето[21]
- Славе Нечев Чавчето (1896 – 1982), български войвода, деец на ВМРО
- Ставре Димитри, българин, православен, арестуван преди април 1904 година, обвинен като „един от членовете на българския бунтовнически комитет“, осъден от Извънредния съд на 7 години каторга, лежал в Битолския затвор, амнистиран с общата амнистия от 12 април 1904 година[22]
- Трифун Иванов (1879 – ?), български революционер, терорист на ВМОРО
- Христо Низамов (1903 – 1989), виден американски журналист и деец на МПО

Починали в Янковец
- Калиник Преспански и Охридски, гръцки духовник, преспански и охридски митрополит от 1802 до 1843 г.
- Наум Веслиевски (1921 – 1972), югославски партизанин и деец на НОВМ